# 카를로 스카르파
카를로 스카르파(이탈리아어: Carlo Scarpa, 1906년 6월 2일 ~ 1978년 11월 28일)는 이탈리아의 건축가이자 디자이너이다. 그는 베네치아뿐만 아니라 일본의 자재, 풍경, 문화, 그리고 역사에 영향을 받았다. 스카르파는 역사, 지역적 특징, 발명, 그리고 예술가와 장인의 기술에 대한 관심을 독창적인 유리와 가구 디자인으로 표현했다.

## 생애
카를로 스카르파는 1906년 6월 2일 베니스에서 태어났다. 스카르파가 2살이었을 때 그의 가족은 비첸차로 이주했으며 그는 어린 시절 대부분을 그곳에서 보냈다. 13세 때 어머니가 돌아가신 후, 그는 아버지와 형과 함께 베니스로 돌아왔다. 스카르파는 미술 아카데미인 Accademia di Belle Arti di Venezia에 다니면서 건축 연구에 집중했다. 그는 건축학 교수라는 직함으로 아카데미를 졸업한 후 건축가 프란체스코 리날도(Francesco Rinaldo)의 견습생으로 일했으며 리날도의 조카인 니니 라자리(Nini Lazzari)와 결혼했다.
그러나 스카르파는 제2차 세계 대전 이후 이탈리아 정부가 주관하는 전문 시험에 응시하지 않았다. 그 결과 그는 건축가와 인연을 맺지 않고는 건축을 계속 할 수 없었다. 이런 이유로 그와 함께 일했던 사람들, 그의 고객, 동료, 공예가들은 그를 "건축가"라기보다는 "교수"라고 불렀다.
스카르파의 건축은 감각적인 물질적 상상력에 뿌리를 두며 계절에서 역사에 이르기까지 시간의 흐름에 매우 민감했다. 스카르파는 그가 해당 기관의 개조와 정원을 완성했을 때 Fondazione Querini Stampalia의 이사였던 Giuseppe Mazzariol과 함께 스위스의 건축가인 마리오 보타의 논문 고문을 맡았다. 스카르파는 1940년대 후반부터 생을 마감할 때까지 Istituto universitario di Venezia di Venezia에서 그림과 실내 장식을 가르쳤다. 그가 만든 건축물 대부분은 베네토 지방에 있지만 그는 이탈리아의 다른 지역은 물론 캐나다, 미국, 사우디아라비아, 프랑스 및 스위스의 정원과 건물들을 디자인했다. 11개의 철자로 이루어진 그의 이름은 그의 건축물에서 반복적으로 사용된다.
그의 마지막 프로젝트 중 하나인 몽셀리체(Monselice)에 위치한 팔라제토 빌라(Villa Palazzetto)는 그의 사망 당시 미완성으로 남아 있었지만 2006년 10월 그의 아들 토비아 스카르파가 마저 완성시켰다. 이 건축물은 스카르파의 가장 대표적인 조경 및 정원 프로젝트 중 하나이며 스카르파의 첫 일본 여행을 책임졌던 카시나의 대표였던 알도 부시나로를 위해 만든 것이다. 그러나 부시나로는 스카르파 탄생 100주년을 기념하기 위해 지어진 팔라제토 빌라의 새 계단이 완성되기 몇 달 전인 2006년 8월에 사망했다.

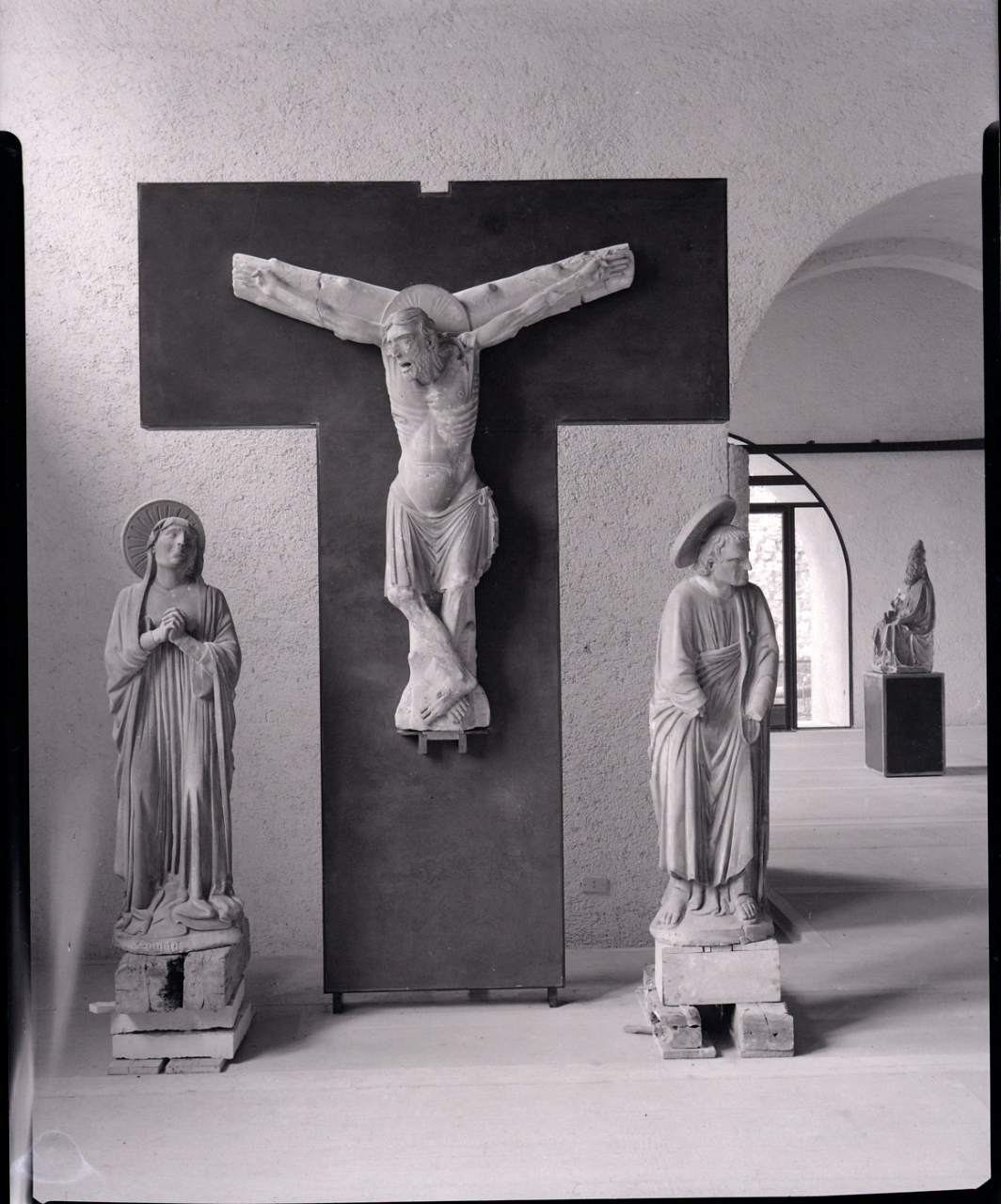
카스텔베키오 박물관에 있는 스카르파가 1961년에 제작한 〈돌의 비명〉(Scream of Stone) 조각상

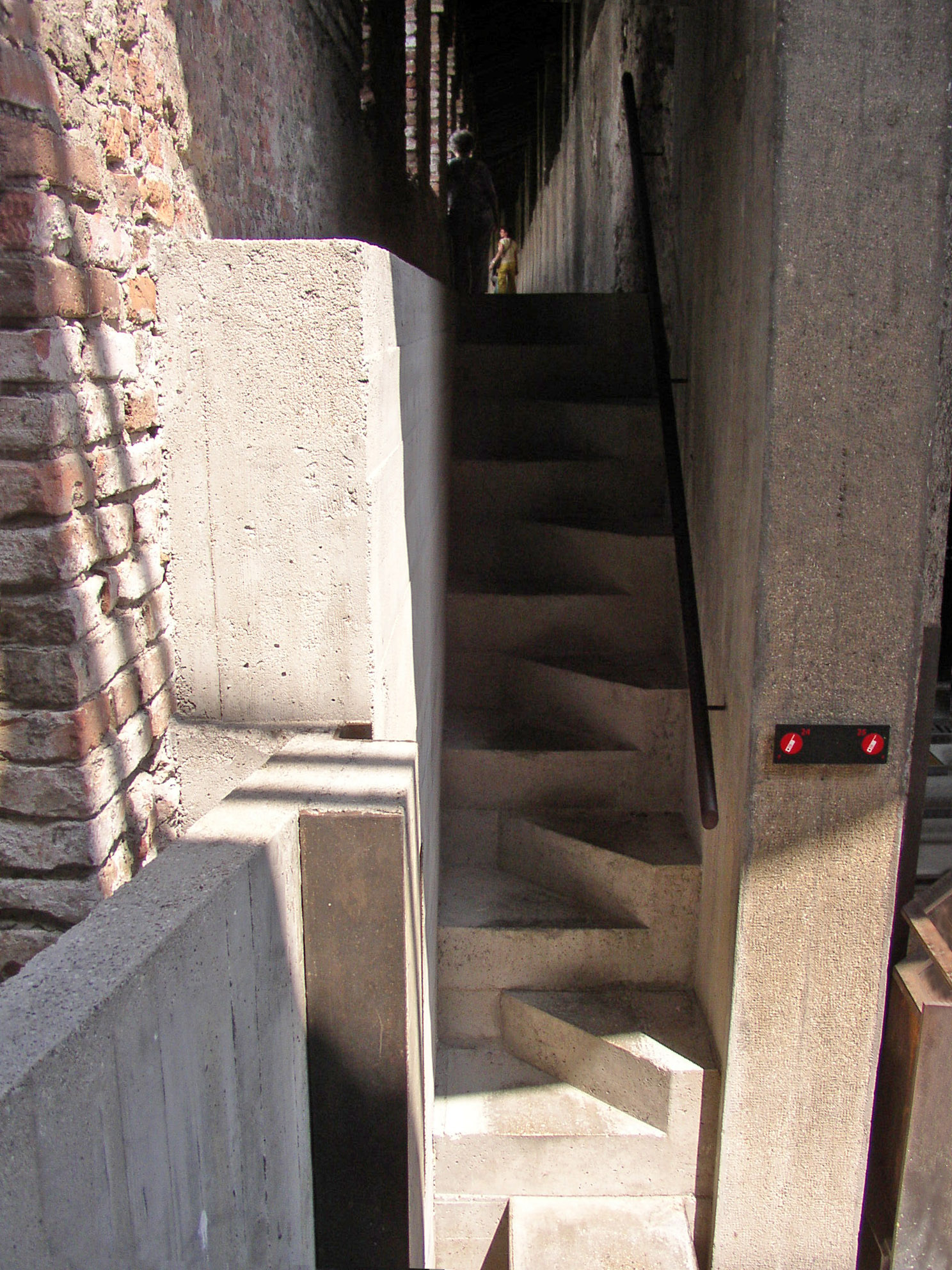
스카르파가 디자인한 카스텔베키오 박물관의 계단

1972년엔 베니스 대학교 건축 연구소의 소장을 맡았다. 1978년 비가 오던 11월 28일, 일본의 센다이에서 스카르파는 호텔의 콘크리트 계단에서 떨어졌고 결국 병원에 입원한 지 열흘 만에 사망했다. 그는 베네토의 산 비토 달티볼레(San Vito d'Altivole)에 있는 L자형 브리온 무덤의 고립된 외부 모퉁이에, 중세 기사 스타일로 리넨 시트에 싸여 서 있는 상태로 묻혀져 있다.
1984년 이탈리아의 작곡가 루이지 노노는 스카르파에게 헌정하는 A Carlo Scarpa, Architetto, Ai suoi infiniti possibili를 작곡했다.

## 경력
스카르파는 건축가이자 디자이너였다. 경력 초기에 그는 무라노의 유리 제조업자와 협력하기도 했다. 그는 MVM Cappellin & Co.와 파올로 베니니(Paolo Venini)를 위해 항아리와 샹들리에를 디자인했다. 베니니를 위한 그의 디자인 제품은 경매에서 높은 가격에 팔리기도 했는데, 2012년 크리스티스에서 약 309,000 달러에 판매된 1940년에 제작된 꽃병과 어느 중고품 가게에서 발견되어 2023년 107,100 달러에 판매된 또 다른 꽃병 등이 있다.
1960년대에 스카르파는 디노 가비나(Dino Gavina)를 만나 산업 디자인을 하기도 했으며 후에 가비나의 이름을 딴 회사인 가비나(Gavina)의 사장이 되었다.
1968년엔 스튜디오 사이몬(Studio Simon)을 설립한 후 산업용 가구를 디자인하기 시작했다. 1968년에 제작한 Doge테이블과 1973년에 제작한 Cornaro소파가 가장 유명하다.

## 주목할만한 작품
- 아카데미아 미술관
- Padiglione del libro d'arte, Giardini di Castello, 베네치아 비엔날레, Venice, 1950–1952
- Palazzo Abatellis: La Galleria Di Sicilia, Palermo, 1953–1954
- 카 포스카리, 1935–1956
- Venezuelan Pavilion, La Biennale, Venice, Italy, 1954–1956
- Veritti House, Udine, Italy, 1955–1961
- Museo Canova di Possagno, Italy, 1955–1957
- 카스텔베키오 박물관, 1956–1964
- Negozio 올리베티, piazza S. Marco, Venezia, Italy, 1957–1958
- Fondazione Querini Stampalia, Venice, 1961–1963
- Brion Tomb and Sanctuary, at San Vito d'Altivole, Italy, 1969–1978
- Banca Popolare di Verona, Italy, 1973–1978
- Restauración del Museo de Castelvecchio en Verona / Carlo Scarpa